# Kabinetsformatie Nederland 1994

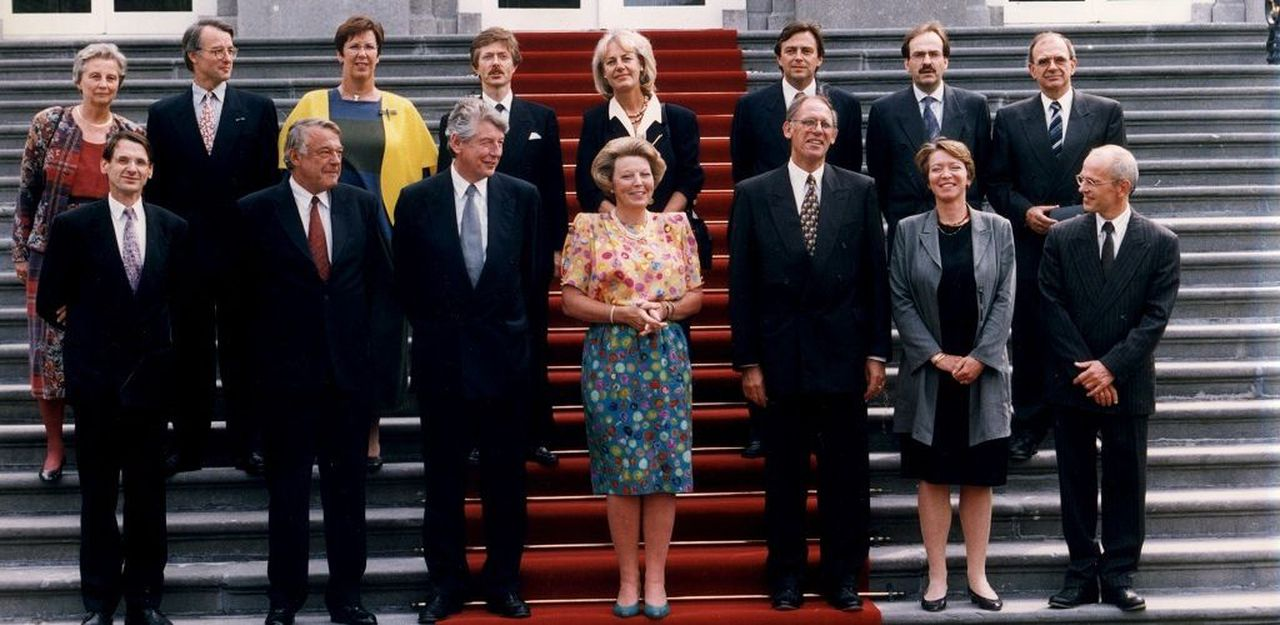
De bordesscène van de ministers van het kabinet-Kok I met in het midden koningin Beatrix bij Huis ten Bosch op 22 augustus 1994.

De Nederlandse kabinetsformatie van 1994 volgde op de Tweede Kamerverkiezingen van 3 mei dat jaar en leidde op 22 augustus 1994 tot het aantreden van het kabinet-Kok I.

## Achtergrond
Sinds 1918 had het confessionele CDA of een voorloper daarvan altijd deel uitgemaakt van het kabinet. De liberale VVD en de sociaaldemocratische PvdA zaten voor het laatst met elkaar in één kabinet tijdens kabinet-Drees I (1951-1952). Er volgde een periode van wederzijds uitsluiten, waardoor het CDA en haar voorlopers konden kiezen tussen regeren met links of rechts, waarbij ze de voorkeur gaven aan het laatste.
Desalniettemin gingen er binnen PvdA en VVD stemmen op een kabinet te vormen zonder CDA. D66 was zelfs opgericht om die machtspositie te doorbreken. In 1976 startte op initiatief van de jongerenvereniging van VVD, de JOVD, het Des Indes-beraad. In het Hotel Des Indes ontmoetten vanaf 1976 (ex-)Kamerleden van VVD en D66 elkaar en vanaf 1977 PvdA'ers om te spreken over de mogelijkheden voor kabinet zonder CDA. Partijleiders waren daar niet bij aanwezig en vaak niet eens op de hoogte. In 1991 volgde 'de club van Wassenaar', waarbij medewerkers van partijleiders Wim Kok (PvdA) en Frits Bolkestein (VVD) elkaar ontmoetten in het huis van VVD-vicefractievoorzitter Hans Dijkstal. Na succesvolle samenwerking van PvdA en VVD in het gemeentebestuur van Amsterdam organiseerden PvdA-burgemeester Ed van Thijn en VVD-wethouder Frank de Grave ontmoettingen tussen de partijleiders Kok, Bolkestein en Hans van Mierlo (D66). Een onuitwisbare indruk liet het niet bij hen achter.

### Verkiezingen
De verkiezingen betekenden een groot verlies van de regeringspartijen CDA (-20 zetels) en PvdA (-12). Ondanks het verlies werd de PvdA echter de grootste partij. Grote winst was er voor VVD (+9), D66 (+12) en nieuwkomer AOV (+6). Het zittende kabinet-Lubbers III had 71 zetels over van de 103 en dus was er geen meerderheid.

## Informateur Tjeenk Willink (1)
Twee dagen later werd duidelijk dat een combinatie van PvdA, VVD en D66 als eerste zou worden onderzocht. Deze combinatie deed het meeste recht aan de verkiezingsuitslag, omdat de grootste partij en de twee grootste winnaars erin vertegenwoordigd waren. In de avond van 6 mei werd Herman Tjeenk Willink (PvdA) benoemd als informateur, met als opdracht het onderzoeken van de haalbaarheid van een paarse coalitie. De drie potentiële regeringspartijen hadden samen 92 zetels. Ondanks twijfels van Frits Bolkestein was de uitkomst van deze fase dat een drietal informateurs zou worden benoemd.

## Informateurs De Vries, Van Aardenne en Vis
Na deze verkenningsronde werden op 14 mei Klaas de Vries (PvdA), Gijs van Aardenne (VVD) en Jan Vis (D66) benoemd tot informateurs. Hun opdracht was om te werken aan een regeerakkoord, als begeleiders van de onderhandelingen tussen de drie partijen. Op 3 juni bereikten de onderhandelaars Wim Kok, Frits Bolkestein en Hans van Mierlo een akkoord op hoofdlijnen. Vooral over de bezuinigingen die men nodig achtte voor lastenverlichting en over inkomenspolitiek was men het nog niet eens. Hierna werd de toon in de formatie scherper: vooral voor Bolkestein gingen de bezuinigingen niet ver genoeg. Ook het asielbeleid kon strenger. Uiteindelijk stapte de VVD op 27 juni uit de onderhandelingen.

## Informateur Tjeenk Willink (2)
Hiermee lagen de kansen voor de vier grote partijen weer open. Herman Tjeenk Willink werd opnieuw benoemd tot verkennend informateur. Andere coalities bleken niet haalbaar te zijn, omdat D66 weigerde deel te nemen aan een kabinet met CDA en VVD, terwijl het CDA niet wilde aanschuiven bij PvdA en D66. De PvdA voelde op haar beurt niet voor een brede coalitie met CDA en VVD.

## Informateur Kok
Op 7 juli werd Wim Kok benoemd tot informateur. Hij kreeg als opdracht het schrijven van een conceptversie van het regeerakkoord. Bijna drie weken later, op 25 juli, presenteerde Kok zijn plannen. Het CDA, de VVD en D66 konden zich vinden in de plannen. Hoewel er wel kritiek was vanuit de VVD, wilde men het toch opnieuw proberen. Op 13 augustus werd het definitieve regeerakkoord gepresenteerd.

## Formateur Kok
Op 22 augustus werd de nieuwe ministersploeg beëdigd.

## Bron
- Van Kessel, Alexander (2016). 'Een gewoon parlementair meerderheidskabinet'. In: Van Baalen, Carla; Van Kessel, Alexander (ed.).    Kabinetsformaties 1977-2012. Boom, Amsterdam, pp. 221-266. ISBN 9789461054661. NUR 680.